# Acrotylus gracilis
Acrotylus gracilis är en insektsart som beskrevs av Scott LaGreca 1991. Acrotylus gracilis ingår i släktet Acrotylus och familjen gräshoppor. Inga underarter finns listade i Catalogue of Life.